# Киришский историко-краеведческий музей
С 1972 года в городе Кириши действует историко-краеведческий музей, в котором на сегодняшний день хранится более 15 000 экспонатов. Со дня основания на протяжении 52 лет его работой руководила Мария Викторовна Двоеглазова. Экспозиция освещает такие значимые для города и района события, как Великая Отечественная война, строительство города и создание киришского энергопромышленного комплекса. Часть экспозиции посвящена истории семьи дворян Бестужевых, имение которых находилось в ныне исчезнувшей деревне Сольцы на территории современного Киришского района. В музее также хранятся археологические находки и большая коллекция киришского (захожского) кружева.

## История

### Создание Киришского краеведческого музея
Историко-краеведческий музей в Киришах открылся, когда городу исполнилось семь лет. Идею о необходимости сохранения памяти об ударной комсомольско-молодежной стройке, выдвинутую общественностью, поддержали руководители города Борис Павлович Усанов и Лев Алексеевич Койколайнен. Организационный комитет возглавил киришский поэт Юрий Георгиевич Моисейцев. 22 октября 1970 года Киришский городской Совет депутатов трудящихся принял решение № 16/350 «Об открытии краеведческого музея в городе Кириши».
До этого времени в Киришах на общественных началах работал музей при Доме культуры с небольшим количеством экспонатов. Осенью 1971 года для создания музея было выделено помещение (пионерская комната) площадью 120 м². в доме № 13 по проспекту Ленина. Сначала в музее работал один человек — директор М. В. Двоеглазова. Затем в штат ввели должность смотрителя.
Экспонаты по крупицам собирались на правом и левом берегах Волхова, а также в деревне Мотохово и других населенных пунктах, славившихся самобытным захожским кружевом. Руководитель музея собирала воспоминания старожилов: учителей, работников здравоохранения и леспромхоза, ветеранов. Пополнять музейные фонды новыми экспонатами помогали киришане. Инвентарные книги Киришского краеведческого музея хранят сотни имён жителей города и района, которые бескорыстно дарили музею документы, фотографии, воспоминания, предметы быта.
Благодаря работникам Строительного треста № 46 в музее появились необходимые витрины, подиумы, которые заполнили фотографии и другие экспонаты. Первую постоянную экспозицию оформили сотрудники научно-исследовательских экспериментальных мастерских при ЛВПХУ им. В. И. Мухиной: ленинградский художник-график Борис Ракитский и архитектор Виктор Гринько.

### Открытие Киришского историко-краеведческого музея и его работа в 1972—1982 гг.
28 декабря 1972 года, в дни празднования 50-летия образования СССР, музей был открыт для посетителей. Эту дату считают днем рождения Киришского историко-краеведческого музея. В то время в городе работало экскурсионное бюро, руководил которым Борис Антонович Шугуров. Музей тесно сотрудничал с ним. Туристы приезжали в Кириши из самых разных уголков СССР: Москвы, Волгограда, Орла, Воронежа и других городов. Так, 16 мая 1973 года музей посетили участники Республиканского совещания, проводимого объединением «Ространсэкспедиция» Министерства автомобильного транспорта РСФСР. В группе были представители 44 областей РСФСР. В «Книге отзывов» они написали: «…восхищены тружениками г. Кириши, сумевшими в короткий срок создать город современный и высокой культуры. Собранные материалы краеведческого музея красноречиво рассказывают о богатстве района. Желаем труженикам г. Кириши дальнейших успехов в их благородном труде, а также благодарим за чуткость и искреннее гостеприимство».
Росту потока туристов в Киришах способствовал тот факт, что желающим познакомиться с достопримечательностями Ленинграда, часто не хватало номеров в гостиницах Северной столицы. Для решения этой проблемы была организована пятидневная система туров. Первый день туристы проводили в Киришах, второй — в Старой Ладоге, третий — в Новгороде, четвертый — в Ленинграде, а на пятый отправлялись домой.
Вскоре музей, открытый для сохранения истории строительства города и предприятий, мог похвастаться экспозицией, освещающей историю Киришского района от далекого прошлого до современности. В 1976 году в штатное расписание был включен научный сотрудник.

### Киришский историко-краеведческий музей в 1983—1991 гг.
«Музей переехал». Такое объявление появилось на окне Киришского краеведческого музея в 1983 году. На основании решения Киришского городского Совета народных депутатов Ленинградской области от 12.04.84 г. № 6/221 из маленького помещения на пр. Ленина, д. 13 часть музейной экспозиции переехала в новое помещение по пр. Победы, д. 5 площадью 467 м²., где ранее размещался Дом пионеров и школьников. К тому времени музейные фонды значительно увеличились. Новое помещение, которое было в три раза больше прежнего, подходило музею гораздо больше. Предстояли ремонт и подготовка экспозиции к открытию. Руководство Объединения музеев Ленинградской области заключило договор с Комбинатом живописно-оформительских работ (КЖОИ) на оформление экспозиции. На открытии 8 мая 1985 года, приуроченном к 40-летию Великой Победы, присутствовали ветераны боёв на Волховском фронте.
28 декабря 1985 года в прежнем помещении музея на проспекте Ленина, дом 13 по инициативе и активном участии Объединения киришских художников свои двери открыл Выставочный зал. Вот названия некоторых выставок, с которыми киришане познакомились в этот период: «Рисунки поэта М. Волошина», «Рисунки Нади Рушевой» (из фондов Всесоюзного музея А. С. Пушкина), «Золотая Хохлома» (из фондов Горьковского художественного музея), «Книжная графика М. В. Маторина». Выставочный зал активно работал семь лет, до третьего переезда музеям осенью 1992 года.
В ноябре 1987 года, к 70-летию Великой Октябрьской социалистической революции художник КЖОИ Алексей Ходко оформил новую экспозицию в помещении по пр. Победы, д. 5 .

### Киришский историко-краеведческий музей с 1992 г. по настоящее время

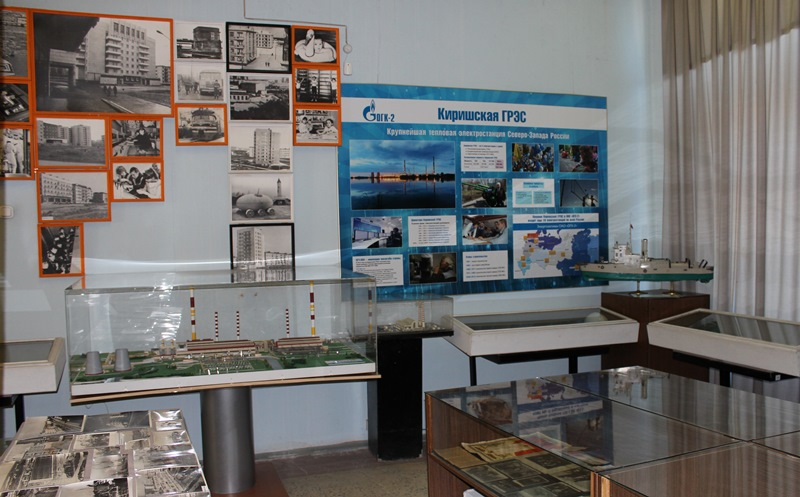
Часть экспозиции, посвященная современной истории г. Кириши, в Киришском историко-краеведческом музее

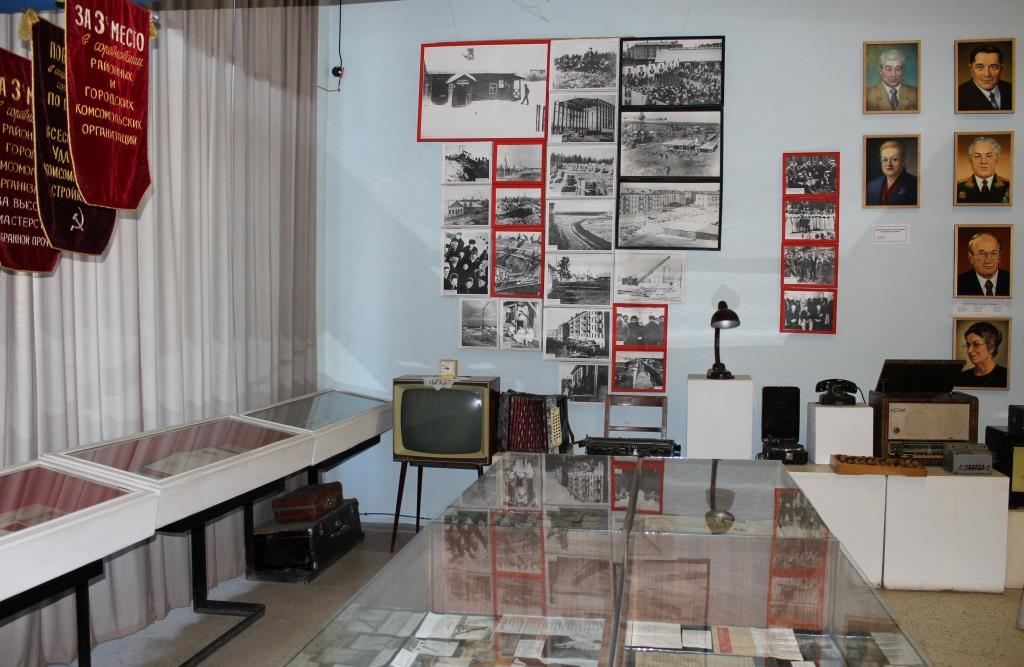
Часть экспозиции, посвященная современной истории г. Кириши

В октябре 1992 года музей переехал в помещение, в котором располагается до сих пор, — жилой дом по адресу пр. Ленина, д.42. Помещение музея было спроектировано «Ленгипрогором» (Ленинградским государственным институтом проектирования городов). На площади 720 м². разместились выставочный зал, краеведческая экспозиция, кабинеты сотрудников, хранилище и подсобные помещения. Авторами новых экспозиций стали члены Союза художников СССР Кирилл Ростовский и Владимир Громов, сотрудники КЖОИ.
Переезд музея на новый адрес совпал с развалом СССР. В музей перестали приезжать туристы по профсоюзным путевкам. Больше не было возможности оставить за музеем два помещения.
Шло время. Трудные времена миновали. Музей пополнял свои коллекции и развивался. В настоящее время в Киришском историко-краеведческом музее регулярно оформляются выставки из фондов музея, включая выставки находок поисковых отрядов, фотовыставки и др. Научные сотрудники проводят автобусные и пешеходные экскурсии по городу. Организуются «круглые столы», конференции, творческие встречи, фестивали, мастер-классы, конкурсы, викторины, презентации, концерты, дни открытых дверей и другие мероприятия. Киришане участвуют в праздниках-реконструкциях («Рождество», «Святки», «Широкая масленица» и др.).
В музее проводятся занятия с использованием методов музейной педагогики, раскрывающие широкий круг тем. Они способствуют воспитанию патриотических чувств, формированию исторического сознания, пробуждению интереса к истории края и страны, воспитанию бережного отношения к культурно-историческому наследию. Мероприятия традиционно завершаются народными играми и забавами. Ежегодно, в День Победы, в музее проходят встречи с родственниками воинов, воевавшими на киришской земле.
В области популяризации киришского коклюшечного кружева музей сотрудничает с Дворцом детского (юношеского) творчества имени Л. Н. Маклаковой. Результатом взаимодействия становятся выставки, конференции и презентации, направленные на изучение, сохранение и развитие уникального промысла. Музей сотрудничает с подростковыми клубами и детскими лагерями. Организуются совместные акции, викторины, презентации, экскурсии и другие мероприятия для детей.
Научные сотрудники ежегодно выступают с докладами на традиционной районной конференции «Бестужевские чтения».
С 2023 года учреждением руководит Ершова Ольга Васильевна.

## Экспозиция Киришского историко-краеведческого музея

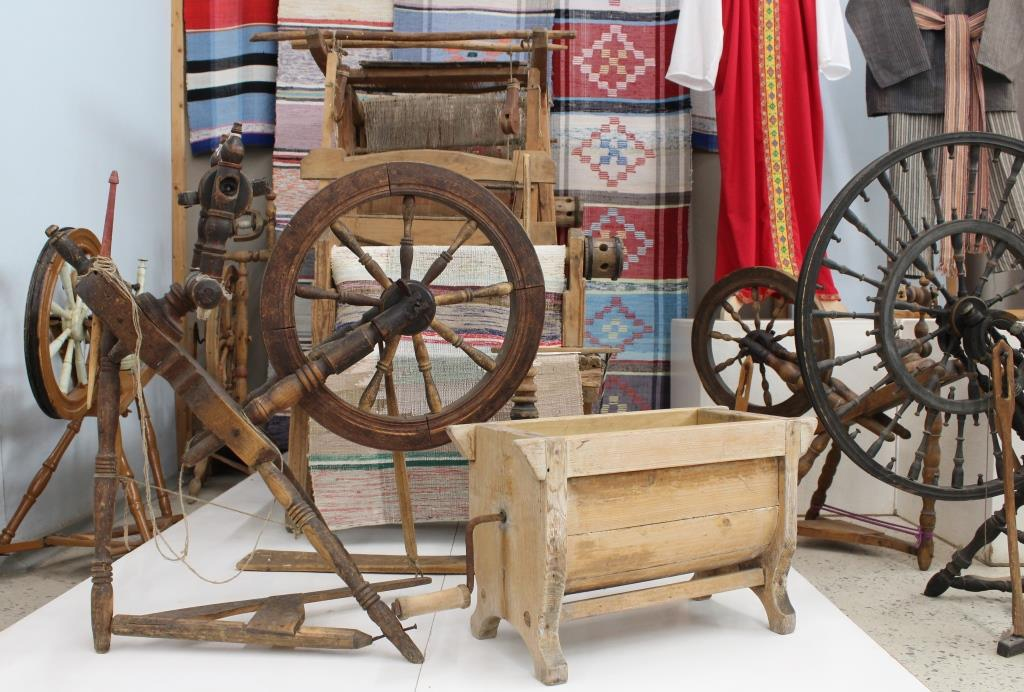
Часть экспозиции Киришского историко-краеведческого музея, посвященная крестьянскому быту

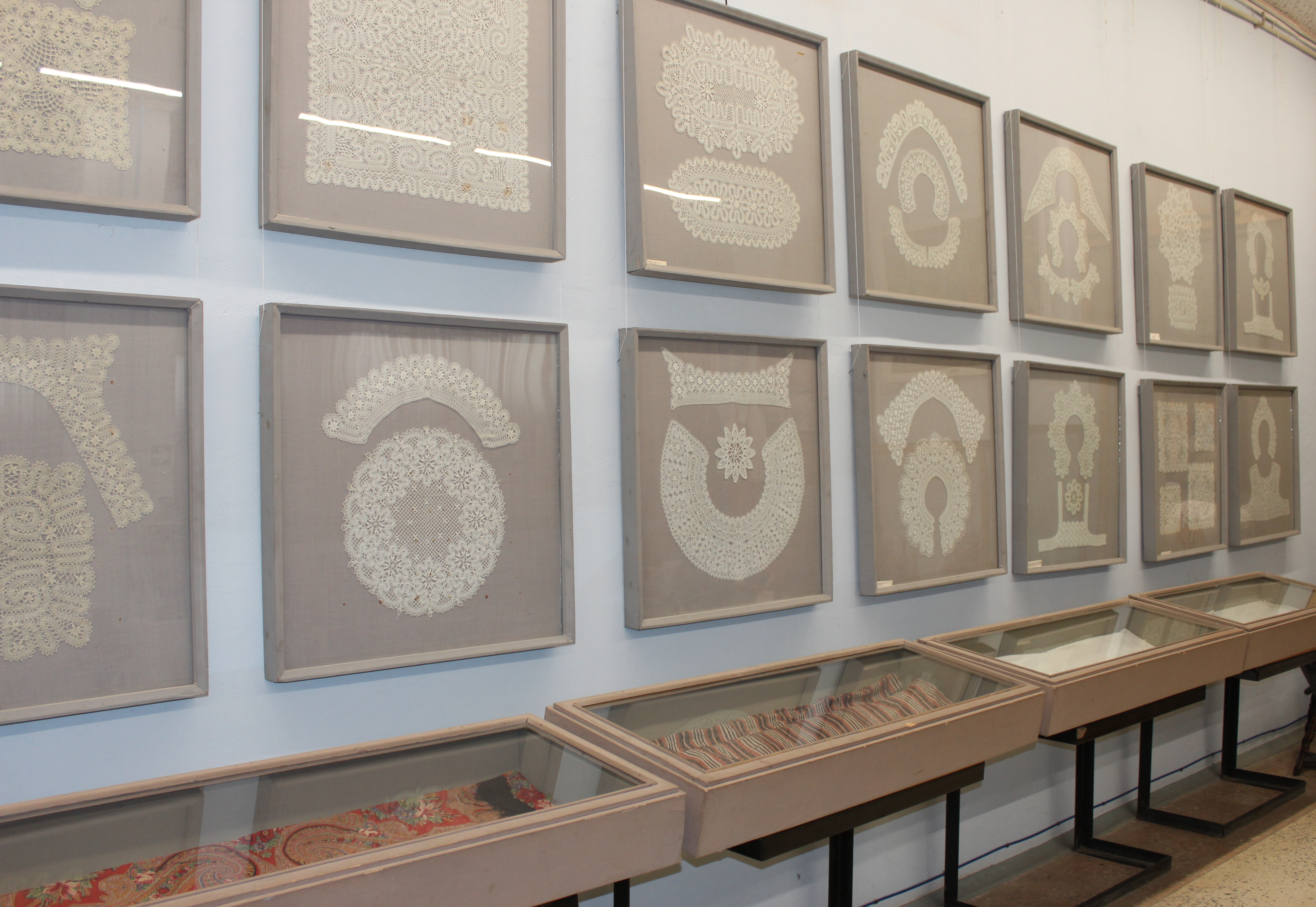
Захожское кружево в экспозиции Киришского историко-краеведческого музея

Экспозиция Киришского краеведческого музея отражает историю местности с древнейших времен до наших дней. Киришский край начал заселяться около восьми тысяч лет тому назад. Первые поселения возникали по берегам реки Волхов, богатой рыбой. Здесь пролегал «Путь из варяг в греки», связывающий северные страны с южными землями. На берегах реки и сейчас находят хорошо сохранившееся благодаря особенностям почвы каменные топоры, кремниевые наконечники стрел и копий, осколки глиняной посуды, грузила. Археологические древности представлены в экспозиции музея.
В отделе этнографии можно увидеть предметы быта, которыми пользовались жители северных деревень: ухваты (рогачи), кочерги, мутовки, ступы, косы, серпы. Жемчужина музейного фонда — коллекция самобытного киришского (захожского) коклюшечного кружева (свыше 300 изделий).
Часть экспозиции посвящена землякам киришан — Бестужевым, усадьба которых располагалась в селе Сольцы на территории современного Киришского района.
Об истории расцвета довоенного поселка Кириши свидетельствуют предметы, документы и фотоснимки, представленные в экспозиции музея.

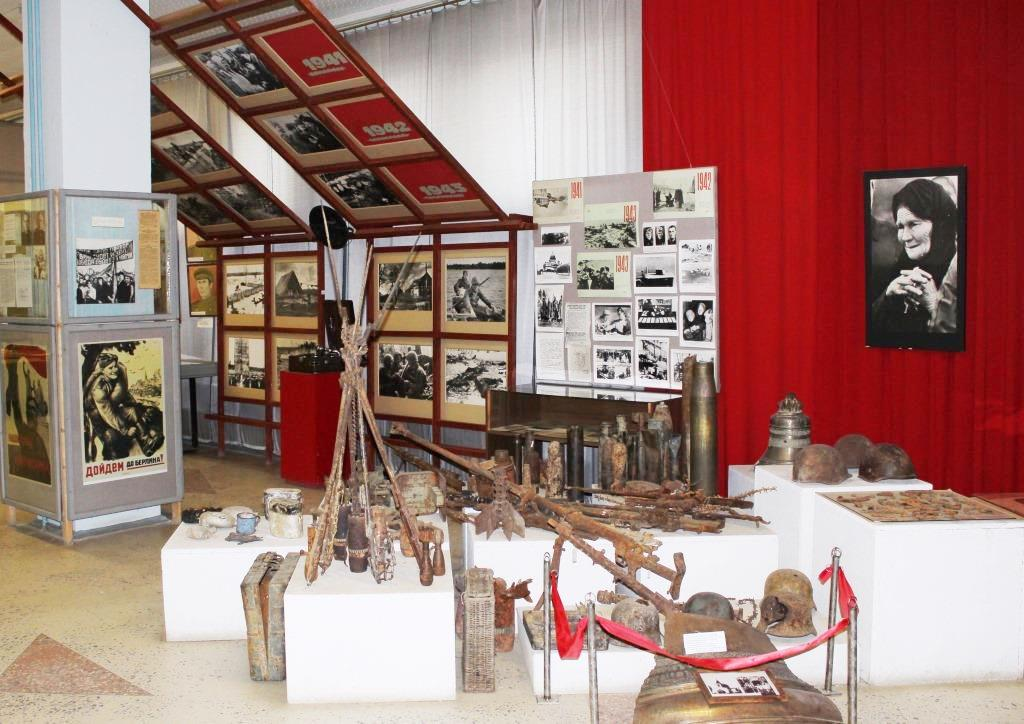
Часть экспозиции Киришского историко-краеведческого музея, посвященная Великой Отечественной войне

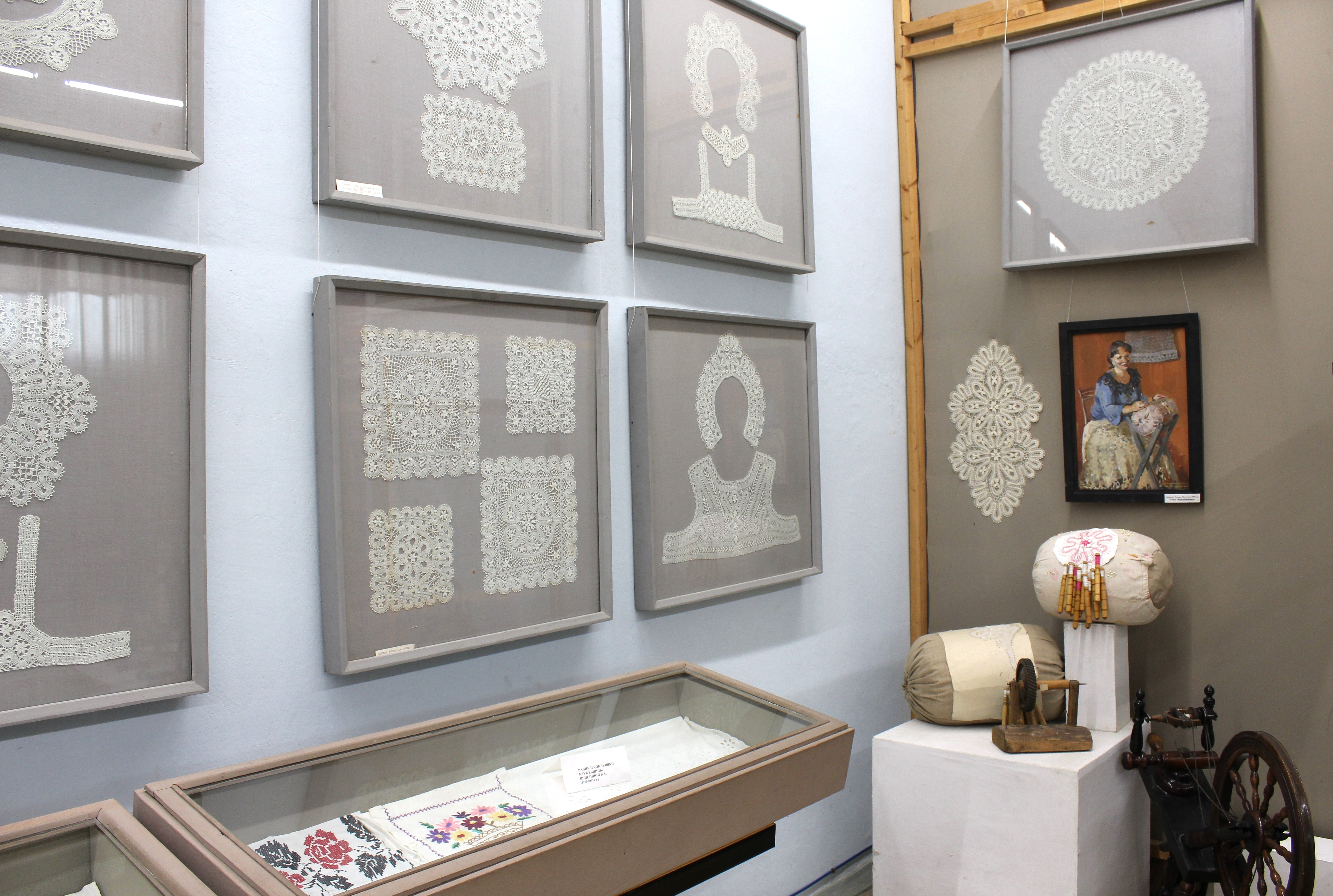
Захожское кружево в Киришском историко-краеведческом музее

Еще один тематический блок посвящён Великой Отечественной войне, резко изменившей жизнь Киришского района. Здесь собраны воспоминания очевидцев, документы, фотографии, а также предметы, найденные на месте бывшего немецкого плацдарма. Среди трофейного оружия хранится пробитый снарядами колокол одной из сельских церквей. Особый интерес представляет материал об участниках боев за Кириши: бойцах и командирах 44-й, 310-й, 292-й, 92-й стрелковых дивизий, летчиках-истребителях 14 воздушной армии, 32-м дивизионе бронепоездов и других частях Волховского фронта. Привлекают внимание посетителей фотографии Д. Ф. Онохина, запечатлевшего боевой путь 311 стрелковой дивизии, двигатель самолета P-40, патефон, сопровождавший бойцов 44 стрелковой дивизии от Киришского плацдарма до Берлина. Ценными экспонатами являются работы немецкого фотокорреспондента Георга Гундлаха, запечатлевшие вражескую армию на Волховском фронте. В военной экспозиции также представлены личные вещи бойцов, оружие, документы, переданные музею поисковыми отрядами.
В экспозиции Киришского историко-краеведческого музея представлены также предметы, документы и фотографии, освещающие современную историю города Кириши и Киришского района. Большое внимание уделено истории становления и развития энергопромышленного комплекса (нефтеперерабатывающего завода и ГРЭС).
В фондах музея также хранятся работы киришских и ленинградских художников, иллюстрирующие страницы истории Киришской земли. Большой вклад в формирование художественного собрания музея внес профессор Академии художеств В.Г. Старов. Он был инициатором сбора художественных работ в дар Киришскому историко-краеведческому музею. В музее представлены работы В. Салапина, Н. Корниловой, Н. Сажина, В. Ветрогонского, А. Харшака, В. Емельянова, Р. Яхнина, Ю. Гарика, В. Янтарева, А. Лепетченко и др.